# サリーマ・ゲザーリ
サリーマ・ゲザーリ（Salima Ghezali、1958年 - ）はアルジェリアのジャーナリスト、政治活動家、編集者、作家である。
2017年から2019年までアルジェリア社会主義者戦線（FFS）の国会議員を務めた。

## ジャーナリストとしての経歴
人権活動家、特に女性の権利に関して。欧州とマグレブの女性協会（Women in Europe and the Maghreb）の創設メンバー、女性の地位向上のための協会（Association for the Advancement of Women）の会長、自身が創設した女性誌『NYSSA』の編集者兼創刊者、アルジェリアのフランス語週刊誌『La Nation』の編集者などを歴任。
表現の自由を支持する彼女の姿勢は、アルジェリア当局やイスラム過激派との対立にさらされ、特にアルジェリア内戦時には、平和的かつ民主的な解決を提唱した。
1996年、彼女が発行していた新聞『ラ・ナシオン』が発禁処分を受けたとき、サリーマ・ゲザーリはこう書いた。これが、文明が野蛮に打ち勝つための最善の方法なのです。
アルジェリア内戦時には、ゲザリは平和主義の立場をとり、アルジェリア当局やイスラム主義派の攻撃にさらされた。1996年、彼女が編集長を務めていた週刊誌『ラ・ナシオン』は発禁処分を受けた。その結果、ゲザリは次のように書いた。「人間社会の基盤である原則を忘れず、警戒を徹底することが必要だ。これこそが、文明が野蛮に打ち勝つための最善の方法なのだ」。

## 政治家としての経歴
2000年に政治・外交顧問としてホシーン・アイト・アフメッド内閣に入閣。 2017年、彼女は2017年5月の立法選挙でアルジェのFFSリストを率いた。この選挙での勝利のおかげで、彼女は2017年5月に国会議員に選出された。
2018年8月、彼女はTSA（Tout Sur l'Algérie）のウェブサイトに、アルジェリア軍参謀総長アフメド・ガイド・サラーに疑問を呈する記事を掲載した。この記事の後、2018年10月6日、彼女はFFSの懲戒委員会（「紛争解決」委員会）に召喚された。彼女はホシン・アイト・アフメド（党の歴史的指導者）の息子であるジュグルタ・アイト・アフメド（Jugurtha Ait Ahmed）の支持を受けていた。
2018年10月14日、FFS国家調停・紛争解決委員会は、サリーマ・ゲザーリの資格を剥奪すると発表した。9月23日、彼女は国会議員としての職務を辞任した。

## 受賞・栄典
1995年に記者クラブ賞（マドリード）。1996年にニューヨーク年間最優秀編集者賞。欧州議会は、1997年にサハロフ賞を授与することで、自国の民主化とマグリブにおける自由の向上を擁護する彼女の活動を評価した。同年、人権と民主主義のためのオロフ・パルメ賞を受賞。1999年にラクイラ文学哲学大学より名誉博士号（イタリア）。1999年、市民の勇気と政治的誠実さに対するテオドール・ヘッカー賞（ドイツ）を受賞。

## 著書・作品
- 小説『Les Amants de Shehrezade（シェヘレザードの恋人たち）』 1999年[24]
- 『Jours intranquilles』 ブルーノ・ブージェラル（フランス語版）との共著、2009年